# Stritih
Stritih je priimek več znanih Slovencev:
- Anton Stritih (*1952), vojaški častnik, veteran
- Bernard Stritih (*1937), psiholog, psihoterapevt, metodik socialnega dela
- Jernej Stritih (*1962), gozdar, okoljevarstvenik, tabornik, alpinist in politik
- Nataša Stritih Peljhan (*1973), biologinja
- Uroš Stritih (*1970), strojnik, prof. FS UL

## Glej še
- priimek Stritar